# إلزه هورنونغ
إلزه هورنونغ (بالألمانية: Ilse Hornung) هي متزلجة فنية نمساوية، ولدت في 10 أبريل 1908، وتوفيت في 1994 في فيينا في النمسا.

## وصلات خارجية
- إلسي هورنونغ على موقع أوليمبيديا (الإنجليزية)